# دوري كرة القدم الأمريكية 1940–41
دوري كرة القدم الأمريكية 1940–41 هو موسم من دوري كرة القدم الأمريكية ‏. فاز فيه Kearny Scots ‏.